# Voice of you
“alan 1st concert -voice of you-”是中国藏族歌手阿兰·达瓦卓玛（alan）在日本举办的首次演唱会，此次演唱会由Bourbon提供支持。
此次演唱会发行的DVD标题为《alan 1st concert tour -voice of you- in TOKYO 2010.01.24》。

## 概况
2009年6月19日，avex公司公布了alan将于2009年11月13日在东京的人见记念讲堂举办首次演唱会的消息。由于歌迷的热情支持，avex公司在2009年7月21日公布追加名古屋和大阪两个场次，并且修改了东京场次的日期。

此次演唱会门票的售价为5500日元。2009年11月4日发行的第十一张单曲《Swear》和2009年11月25日发行的第二张专辑《my life》中附有前往演唱会后场与alan会面的应募券，名古屋、东京和大阪三个场次共抽选5组10个名额。
收录于DVD的演唱会东京场次中，Rin'的长须与佳参与了和《Nobody knows but me》两首歌曲的尺八演奏
，
昭和女子大学附属昭和中学校·高等学校合唱团的50名成员参与了安可曲的合唱
。

## 演唱会场次

### 名古屋
- 日期：2010年1月14日（周四）
- 会场：Zepp Nagoya

### 东京
- 日期：2010年1月24日（星期日）
- 会场：人见记念讲堂（日语：人見記念講堂）

### 大阪
- 日期：2010年1月31日（周日）
- 会场：[6]

## 演唱曲目
1. One
2. Beauty
3. Lost Child
4. Swear
5. Call my name
6. Sign
7. Nobody knows but me
8. 青藏高原（中文歌曲）
9. 心·战～RED CLIFF～（中文歌曲）
10. （二胡演奏）
11. my life

- 安可曲

1. Together
2. Diamond

## WOWOW播出
播出时间：2010年2月28日（周日）上午10:00
播放方式：HV
收录场次：2010年1月24日 东京 人见记念讲堂

## 演唱会DVD
发行日期：2010年3月24日
收录场次：2010年1月24日 东京 人见记念讲堂

## 公信榜销售情况
| 周一 | 周二 | 周三 | 周四 | 周五 | 周六 | 周日 | 周榜 | 销量    |
| ---- | ---- | ---- | ---- | ---- | ---- | ---- | ---- | ------- |
| -    | 9位  | 8位  | 15位 | 13位 | 17位 | -    | 10位 | 2,675张 |

累积售出：2,675张